# Mario Ascheri
Mario Ascheri (Ventimiglia, 7 febbraio 1944) è uno storico italiano.

## Biografia
È stato docente di Storia del diritto medievale e moderno, ha insegnato presso la Facoltà di Giurisprudenza dell'Università di Roma Tre, di Sassari e di Siena. Ha fondato la rivista Nova Itinera con Stefano Amore e Andrea Giordano; come giornalista pubblicista ha diretto il settimanale Zoom a Siena (2009-11).
È nel direttivo di molte riviste storiche italiane (come l'Archivio storico italiano, dove nel 2008 compara una discussione fra tre storici sul suo volume sulla città-Stato) e straniere.
È uno specialista di storia della giustizia e della giurisprudenza medievale e moderna, oltreché dei Comuni italiani, largamente noto all'estero per i suoi lavori specialistici sui consilia e i manoscritti giuridici basso-medievali; recentemente ha pubblicato lavori più generali su alcune categorie storiografiche (consuetudine, giurisdizione, oligarchia ecc.).
Residente a Siena, è un contradaiolo dell'Onda, di cui è stato presidente dell'associazione culturale, pubblicando vari lavori di storia della contrada. 
Dal 2018 è coordinatore della rivista dell'Accademia dei Rozzi (fascicoli on line di libero accesso).
Nel 2001 gli è stata conferita la laurea h.c. dall'Università dell'Auvergne (Clermont-Ferrand) e nel 2003 il massimo riconoscimento civico a Siena (Mangia d'oro) e a Ventimiglia (s. Segundin d'argento). Negli anni 2000 è stato membro del Beirat del Max-Planck-Institut per la storia giuridica europa (Frankfurt/Main). Da allora è anche Senior Fellow della Robbins Collection, School of Law (Boalt Hall), University of California, Berkeley.

## Opere
- Siena nel rinascimento: istituzioni e sistema politico (Siena, 1985, il Leccio)
- I consilia dei giuristi medievali (Il Leccio, Siena 1985)
- Tribunali, giuristi e istituzioni. Dal Medioevo all'età moderna (Bologna, 1989, nuova ed. 1970, il Mulino)
- Diritto medievale e moderno (Rimini, 1991, Maggioli)
- Istituzioni medievali (Bologna, 1994, il Mulino II ed. 1999)
- Siena nella storia (Cinisello Balsamo, 2001, Silvana ed.)
- Lo spazio storico di Siena (Cinisello Balsamo, 2002, Silvana ed.)
- La città-Stato. Le radici del repubblicanesimo e del municipalismo italiani (Bologna, 2006, il Mulino)
- Introduzione storica al diritto medievale (Torino, 2007, Giappichelli)
- Introduzione storica al diritto moderno e contemporaneo (Torino, 2008, II ed. riv., Giappichelli)
- Il Costituto del Comune di Siena in volgare (1309-1310). Un episodio di storia della giustizia? (Firenze, 2009, Aska)
- Siena nel primo Rinascimento dal dominio milanese a papa Pio II (Siena, 2010, Pascal; ed. in inglese, Milan 2014)
- Giuristi e istituzioni dal medioevo all'età moderna (secoli XI-XVII) (Keip, Stockstadt 2009)
- Storia di Siena dalle origini a oggi (Biblioteca dell'Immagine, Pordenone, 2013, rist. 2018)
- La Chiesa di San Salvatore e il chiesino dell'Onda, a cura, con Alberto Cornice (Effigi, Arcidosso, 2015)
- La Via Francigena in Toscana, con Patrizia Turrini (Extempora, Siena 2017)
- Ambrogio Lorenzetti e Siena del suo tempo (La Nuova Immagine, Siena 2018)
- La Berardenga medievale e il suo Castello Nuovo, a cura con Fosco Vivi (Il Leccio, Siena, 2018)